# Aeroporto de Enschede Twente
O Aeroporto de Enschede Twente (IATA: ENS, ICAO: EHTW) está localizado fora de Enschede, Twente, Holanda . Tem uma pista (05/23), embora uma das pistas de taxiamento atuais tenha sido usada como pista de descolagem (taxiway A, antiga pista 16/34). O aeroporto está atualmente descontrolado e fechado para voos regulares de passageiros e operações militares. Um clube de voo local usa o aeroporto para suas atividades. O aeródromo também foi aprovado para uso limitado por operadores de fretamento de empresas e uma empresa de sucata de aeronaves.

## Companhias Aéreas e Destinos
Atualmente não há voos regulares do Aeroporto de Enschede.
Os destinos históricos incluem voos charter para Las Palmas, Antalya, Palma de Maiorca, Faro e Heraklion .

## Acesso
O Aeroporto de Enschede é acessível de carro pela autoestrada A1, na saída 33. O parque de estacionamento fica ao lado do terminal e é gratuito.
Não há ligações de transportes públicos para o Aeroporto de Enschede.